# Monumento a Nicola Ricciotti
Il Monumento a Nicola Ricciotti e ai martiri della regione o Monumento agli eroi risorgimentali è un'opera del 1910 dello scultore Ernesto Biondi, dedicato a Nicola Ricciotti ed altri importanti personaggi provenienti dalla provincia frusinate, si trova a Frosinone, in Piazza della Libertà.

## Storia
L’idea di dedicare un monumento per celebrare gli eroi risorgimentali del capoluogo ha origine sin dagli anni '70 del XIX secolo. Ma vede la luce solo nel 1906, quando un comitato di cittadini presieduto da Emilio Diamanti, figlio del primo sindaco di Frosinone dopo l'unità d'Italia,  decise di finanziare l’opera per celebrare le figure di alcuni eroi ciociari: Nicola Ricciotti, Pietro Sterbini, Luigi Angeloni, Francesco Arquati, Sisto Vinciguerra e Aonio Paleario.
La realizzazione del monumento venne affidata allo scultore Ernesto Biondi, con la posa della prima pietra che avvenne l’8 ottobre 1908 e inaugurato il 9 ottobre 1910.
Il detto monumento è anche un sacrario, perché vi si conservano le ceneri del patriota frusinate insieme a quelle di Luigi Angeloni e costituisce l’altare risorgimentale di Frosinone.
Nel 1943 in piena seconda guerra mondiale, uno dei tanti bombardamenti su Frosinone causò la caduta della statua posta alla sommità della colonna, con conseguente dispersione del triface che impugnava, ricostruito nel 2012 in un intervento di restauro dell'opera finanziato dal Grande Oriente d'Italia, dal Collegio dei MM. VV. del Lazio e dall’opera prestata gratuitamente dell’artista Giuliano Giganti.

## Descrizione

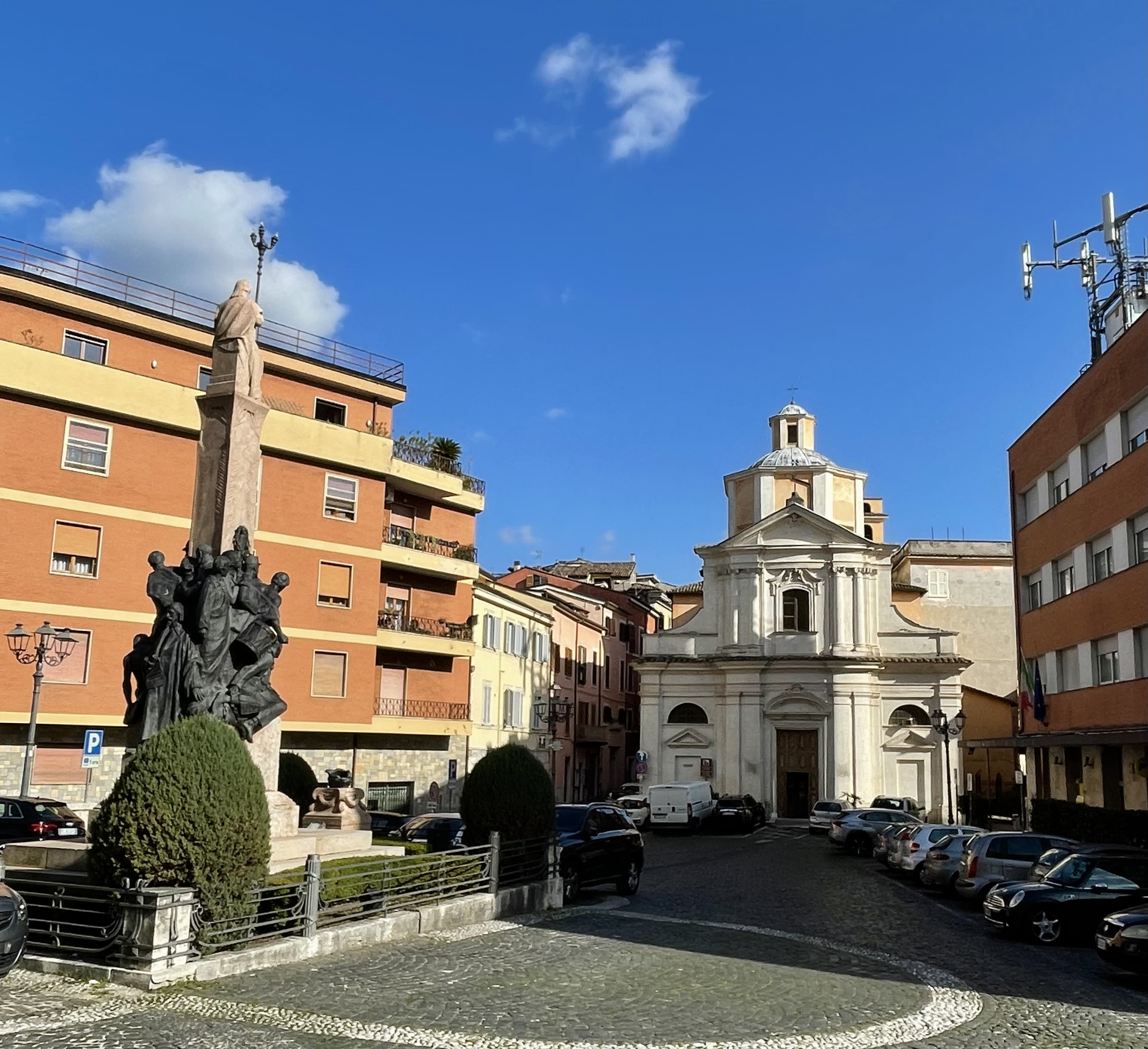
Il monumento visto dalla Prefettura

Il monumento si presenta come un obelisco in marmo di Verona, con in cima seduta una figura femminile raffigurante la dea Libertas o Marianne, con indosso il berretto frigio, antico simbolo che incarna la libertà, e stringe nella mano destra un portafiaccole a tre bracci, che allegoricamente rappresenterebbero i tre principi fondanti della rivoluzione francese: Liberté, Egalité, Fraternité. 
Negli spigoli dell’obelisco sono presenti i rami della palma del martirio, pianta simboleggiante il sacrificio, il suo significato è quello della vittoria, dell'ascesa, della rinascita e dell'immortalità. Sulla facciata del monumento, nel lato guardante verso la piazza vi si trova scritta la dedica che intitola anche l'opera: «a Nicola Ricciotti e ai Martiri della Regione».
Nella parte inferiore invece è disposto il complesso di statue in bronzo dei Protagonisti, distribuiti sulle quattro facce dell'obelisco, mentre più in basso e distaccata dal gruppo vi è la statua di Nicola Ricciotti con sguardo fiero, camicia aperta mostrando il petto ed incatenato, rappresentato nel momento in cui sta per ricevere la fucilata mortale dall'esercito borbonico. Mentre nella parte posteriore del monumento, sul lato guardante verso la prefettura, sempre distanziato più in basso rispetto al gruppo, è presente la statua di Aonio Paleario, nato a Veroli, insigne umanista e riformatore religioso in nome del ritorno autentico al Vangelo, lo stesso che stringe tra le mani. Condannato come eretico venne impiccato e bruciato sul rogo dalla Santa Inquisizione nel 1570.
Il monumento è delimitato da una cancellata in ferro aggiunta negli anni '20, retta da fasci littori.
Secondo il Prof. Pietro Zirizzotti il monumento è collocato in una posizione errata rispetto a quella concepita dall'autore. Nel suo libro “Ricciotti e Bandiera” afferma che, in occasione della installazione del monumento, avvenuta nel 1910, “furono le solite ragioni di opportunismo politico che sconsigliarono il comitato promotore di sistemare l’opera del Biondi, nella posizione voluta dall’Autore”. Ernesto Biondi infatti, le statue di Nicola Ricciotti e dei fratelli Bandiera le aveva concepite affinché guardassero verso il Palazzo della Prefettura, come monito ai tiranni, mentre quella del teologo umanista Aonio Paleario, impiccato ed arso dall'Inquisizione, doveva guardare verso la Chiesa di San Benedetto, come atto di protesta contro l’intolleranza religiosa.